# Liste der Hochhäuser in Montana
In der Liste der Hochhäuser in Montana werden die Hochhäuser im US-Bundesstaat Montana ab einer strukturellen Höhe von 40 Metern aufgezählt. Das bedeutet die Höhe bis zum höchsten Punkt des Gebäudes ohne Antenne.

## Auflistung der Hochhäuser nach Höhe
| Nr. | Name                    | Stadt    | Höhe   | Etagen | Baujahr | Status |
| --- | ----------------------- | -------- | ------ | ------ | ------- | ------ |
| 1.  | First Interstate Center | Billings | 82,9 m | 20     | 1985    | Erbaut |
| 2.  | Crowne Plaza            | Billings | 74,7 m | 22     | 1980    | Erbaut |
| 3.  | Wells Fargo Plaza       | Billings | 53,7 m | 14     | 1977    | Erbaut |
| 4.  | Jesse Hall              | Missoula | 47,7 m | 11     | 1967    | Erbaut |
| =   | Aber Hall               | Missoula | 47,7 m | 11     | 1967    | Erbaut |
| 6.  | Finlen Hotel            | Butte    | 41,2 m | 9      | 1924    | Erbaut |